# 유엔 안전 보장 이사회 결의 제29호
유엔 안전 보장 이사회 결의 제29호는 1947년 8월 12일 유엔 안전 보장 이사회에서 만장일치로 채택되었다.
이사회는 알바니아 사회주의 인민공화국, 오스트리아(당시 연합군 점령하 오스트리아), 불가리아 인민공화국, 요르단, 헝가리, 아일랜드, 이탈리아, 몽골 인민공화국, 파키스탄, 포르투갈, 루마니아 왕국, 예멘의 가입 요청을 검토하였다. 이사회는 또 총회가 파키스탄 및 예멘을 회원국으로 받아들이기를 권고하였다.

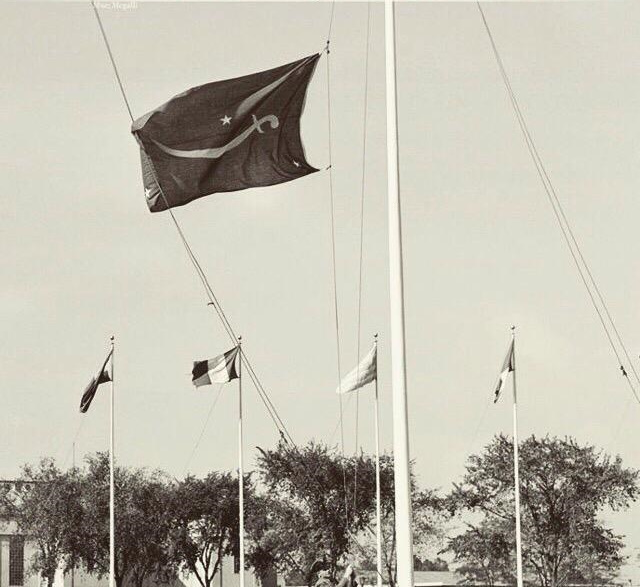
유엔의 예멘 국기 (1947년)

## 같이 보기
- 유엔 안전 보장 이사회 결의 제1 ~ 100호 목록